# Pleasant Porter
Pleasant Porter, né le 26 septembre 1840 et mort le 3 septembre 1907, est un homme d'État amérindien, chef de la Nation Creek de 1899 jusqu'à sa mort. Il s'engagea dans l'armée aux côtés des Confédérés pendant la guerre de Sécession.